# آندژی شچپکوفسکی
آندژی شچپکوفسکی (لهستانی: Andrzej Szczepkowski؛ ‏ ۲۶ آوریل ۱۹۲۳ – ۳۱ ژانویهٔ ۱۹۹۷) بازیگر اهل لهستان بود.
از فیلم‌ها یا برنامه‌های تلویزیونی که وی در آن نقش داشته‌است، می‌توان به جادوگر جوان، ماری کوری، گفتار پایانی نورنبرگ، مصائب بالتازار کوبر، دریاچه کنستانس، زندگی برای زندگی: ماکسیمیلیان کلبه، روزها و شب‌ها، سرهنگ وودیوفسکی، عروسی، مرحله پایانی و رمز انیگما اشاره کرد.
وی همچنین برندهٔ جوایزی همچون نشان دهمین سالگرد خلق لهستان و نشان افتخار تولد لهستان شده‌است.